# 荒漠疣猪
荒漠疣猪（学名：Phacochoerus aethiopicus），亦稱沙漠疣豬，是一种生活在非洲的哺乳动物，属于猪科疣猪属的一种。荒漠疣猪主要分布在肯尼亚北部、索马里，吉布提、厄立特里亚和埃塞俄比亚也可能存在。